# Nightmare (album Avenged Sevenfold)
Nightmare – piąty album studyjny heavymetalowego zespołu Avenged Sevenfold, wydany 23 lipca 2010 roku przez wytwórnię Warner Bros. Records.
Płyta została zadedykowana zmarłemu perkusiście The Revowi. Głównymi uczuciami, jakie dominują na płycie to złość, smutek i nadzieja, że koszmar zostanie przerwany i wszystko powróci do normalności. Słowa do piosenki „Fiction” zostały napisane przez Jamesa Sullivana (The Rev) kilka dni przed jego śmiercią, która nastąpiła 28 grudnia 2009. Utwór został umieszczony na nowej płycie zespołu.

## Lista utworów
Lista według AllMusic:
1. „Nightmare” – 6:16
2. „Welcome to The Family” – 4:05
3. „Danger Line” – 5:28
4. „Buried Alive” – 6:41
5. „Natural Born Killer” – 5:15
6. „So Far Away” – 5:26
7. „God Hates Us” – 5:19
8. „Victim” – 7:29
9. „Tonight The World Dies” – 4:41
10. „Fiction” – 5:12
11. „Save Me” – 10:56
12. „Lost it All (Utwór bonusowy)” – 3:56

## Twórcy
Avenged Sevenfold
- M. Shadows – wokal prowadzący
- Synyster Gates – gitara prowadząca, wokal wspierający
- Zacky Vengeance – gitara rytmiczna, wokal wspierający
- Johnny Christ – gitara basowa, wokal wspierający
- The Rev – wokal, aranżacja perkusji, pianino, wokal wspierający

Dodatkowi muzycy
- Mike Portnoy – sesyjnie perkusja
- Brian Haner Sr. – gitara (utwór „So Far Away” i „Tonight the world dies”)

Produkcja
- Mike Elizondo – producent muzyczny
- Andy Wallace – inżynier dźwięku